# Maurizio Tedesco
Maurizio Tedesco (Roma, 26 giugno 1948) è un produttore cinematografico, montatore e regista italiano.

## Biografia
Figlio dell'attore Sergio Tedesco e fratello dell'attrice Paola Tedesco, nasce a Roma. Nel 1964 ha l'occasione di lavorare come aiuto al montaggio del film Comizi d'amore di Pier Paolo Pasolini. Nello stesso anno, sempre affiancando Pasolini, inizia Il Vangelo secondo Matteo, a cui seguono Edipo re e Uccellacci e uccellini.
Nel 1967, sempre al montaggio, collabora con Franco Zeffirelli al film Romeo e Giulietta. Seguiranno poi: Queimada di Gillo Pontecorvo, La casa dalle finestre che ridono, Tutti defunti... tranne i morti, Jazz band, diretti da Pupi Avati. Negli anni successivi, monta due speciali per la televisione di Federico Fellini. Come assistente alla regia, collabora a diversi film, tra cui Il segreto di Santa Vittoria di Stanley Kramer.
Nel 1986, inizia la sua carriera di produttore cinematografico, con il film Spettri di Marcello Avallone, a cui segue, nell 1988 il film Maya di Marcello Avallone. Nel 1990 produce Il muro di gomma diretto da Marco Risi, in concorso al Festival di Venezia del 1991. Tra il 1991 e il 1992, produce Nel continente nero e fonda la società di produzione Sorpasso Film insieme a Marco Risi. Nel 1992 la Sorpasso produce due film di esordienti: Agosto di Massimo Spano e Mille bolle blu di Leone Pompucci.
Nel 1993 produce il film Il giudice ragazzino di Alessandro Di Robilant, premio l'Angelo Azzurro al Festival di Berlino (1994). Nello stesso anno, produce Il branco di Marco Risi, in concorso al Festival di Venezia, Camerieri di Leone Pompucci, Le buttane di Aurelio Grimaldi, in concorso al Festival di Cannes (1994). L'anno successivo Come mi vuoi di Carmine Amoroso. Nel 1996 Il bagno turco di Ferzan Özpetek, che si aggiudica diversi riconoscimenti.
Nella stagione 1997/1998, L'ultimo capodanno di Marco Risi, tratto da un racconto di Niccolò Ammaniti, L'odore della notte di Claudio Caligari, selezionato per la Settimana Internazionale della Critica di Venezia 1998, e il documentario Piccoli ergastoli, per la regia di Francesca D'Aloja e Pablo Echaurren
Dal 2000 al 2006, produce Le ragazze di Miss Italia di Dino Risi, tre gialli per la TV A caro prezzo di Claudio Risi, Nessuna paura di Marcello Avallone e Gioco perverso di Maurizio Longhi, il film Sole negli occhi dell'esordiente Andrea Porporati, Tre mogli di Marco Risi, Bell'amico dell'esordiente Luca D'Ascanio, Miracolo a Palermo! di Beppe Cino, il documentario Parlando di Vittorio (una lunga intervista a Dino Risi su Vittorio Gassman) per la regia di Marco Risi, Buon compleanno Roberto documentario su Roberto Rossellini diretto da Beppe Cino.

## Filmografia
- Spettri, regia di Marcello Avallone (1987)
- Maya, regia di Marcello Avallone (1989)
- Il muro di gomma, regia di Marco Risi (1991)
- Nel continente nero, regia di Marco Risi (1992)
- Mille bolle blu, regia di Leone Pompucci (1992)
- Agosto, regia di Massimo Spano (1994)
- Le buttane, regia di Aurelio Grimaldi (1994)
- Il branco, regia di Marco Risi (1994)
- Il giudice ragazzino, regia di Alessandro Di Robilant (1994)
- Camerieri, regia di Leone Pompucci (1995)
- Come mi vuoi, regia di Carmine Amoroso (1997)
- Il bagno turco, regia di Ferzan Özpetek (1997)
- L'odore della notte, regia di Claudio Caligari (1998)
- L'ultimo capodanno, regia di Marco Risi (1998)
- Tre mogli, regia di Marco Risi (2001)
- Sole negli occhi, regia di Andrea Porporati (2001)
- Bell'amico, regia di Luca D'Ascanio (2002)
- Amore con la S maiuscola, regia di Paolo Costella (2002)
- Miracolo a Palermo!, regia di Beppe Cino (2005)
- Complici del silenzio, regia di Stefano Incerti (2007)
- Generazione 1000 euro, regia di Massimo Venier (2009)
- Fango e gloria - La Grande Guerra, regia di Leonardo Tiberi (2014)
- Noi eravamo, regia di Leonardo Tiberi (2017)
- Il destino degli uomini, regia di Leonardo Tiberi (2018)
- Domani è un altro giorno, regia di Simone Spada (2019)
- L'Arminuta, regia di Giuseppe Bonito (2021)
- I Vicini di casa, regia di Paolo Costella (2021)